# Mario Sara
Mario Sara (Vienna, 21 febbraio 1982) è un calciatore austriaco, centrocampista o difensore dell'Hornstein.

## Palmarès
- Campionato austriaco: 2

Tirol Innsbruck: 2001-2002
Rapid Vienna: 2007-2008
- Campionato di Erste Liga: 2

Altach: 2005-2006
Wacker Innsbruck: 2009-2010
- Coppa del Liechtenstein: 4

Vaduz: 2010-2011, 2012-2013, 2013-2014, 2014-2015